# Verklista för Wilhelm Stenhammar
Här listas verk av den svenska tonsättaren Wilhelm Stenhammar.

## Orkester
- Symfoni (nr 1) F-dur (1902–03). Stenhammar drog tillbaka detta verk.
- Symfoni (nr 2) g-moll, opus 34 (1911–15). Detta är den enda av Stenhammar godkända symfonin.
- Symfoni (nr 3) C-dur (1918–19). Fragment.
- Pianokonsert nr 1 b-moll, opus 1 (1893)
- Pianokonsert nr 2 d-moll, opus 23 (1904–07)
- Excelsior! opus 13 (konsertuvertyr) (1896)
- Två sentimentala romanser för violin och orkester, opus 28 (1910)
- Serenad F-dur för orkester opus 31 (1908–13, bearbetad 1919)
  - Reverenza (ursprungligen 2:a satsen av serenaden, opus 31)

## Kammarmusik
- Stråkkvartett nr 1 C-dur, opus 2 (1894)
- Stråkkvartett nr 2 c-moll, op. 14 (1896)
- Stråkkvartett nr 3 F-dur, op. 18 (1897–1900)
- Stråkkvartett nr 4 a-moll, op. 25 (1904–09) (tillägnad Jean Sibelius)
- Stråkkvartett nr 5 "Serenad" C-dur, op. 29 (1910)
- Stråkkvartett nr 6 d-moll, op. 35 (1916)
- Stråkkvartett f-moll (1898) Stenhammar drog tillbaka detta verk.
- Sonat a-moll för violin och piano, op. 19 (tillägnad Tor Aulin)
- Allegro brilliante Ess-dur för pianokvartett (1888–89)
- Allegro ma non tanto A-dur för pianotrio (1895)

## Pianomusik
- Fantasie a-moll (1880)
- Pianosonat nr 1 C-dur (1880)
- Pianosonat nr 2 c-moll (1881)
- Pianosonat nr 3 Ass-dur (1885)
- Allegro con moto ed appassionata (1888–89)
- Pianosonat nr 4 g-moll (1890)
- Pianosonat (nr 5) Ass-dur, op. 12 (1895)
- Tre fantasier op. 11 (1895)
- Sensommarnätter op. 33 (1914)

## Verk för kör och orkester
- I rosengården (utan opusnummer) för sopran, tenor, kör och orkester (text ur Karl Alfred Melins sagodikt Prinsessan och svennen (1886–90)
- Snöfrid, opus 5, för kör, solister och orkester (text: Viktor Rydberg) (1891)
- Ett folk, op. 22, för baryton, kör och orkester (text: Verner von Heidenstam) (1904–05) Den kända sången Sverige ingår i detta verk.
- Midvinter, op. 24, svensk rapsodi för kör och orkester (1907)
- Hemmarschen, op. 27, för kör och orkester (text: Verner von Heidenstam) (1907–12)
- Två dikter av Oscar Levertin, op. 30, för blandad kör och orkester (alt. piano) (text: Oscar Levertin) (1911–12)
- Sången, op. 44, symfonisk kantat för solister, kör och orkester (text: Ture Rangström) (1920–21)

## Verk för kör a cappella
- Till skogsstjärnan, blandad kör (1883)
- Novembersnö, blandad kör (Albert Theodor Gellerstedt) (1884?)
- Bäckarna, blandad kör (Albert Theodor Gellerstedt) (1885)
- Fremad, sopran, alt, tenor (1886)
- Davids 39. psalm, vers 5–6, blandad kör (1888)
- Bryllupsvise, sopran, alt, tenor (Bjørnstjerne Bjørnson) (1888)
- Traet, blandad kör (Bjørnstjerne Bjørnson) (1888)
- Sten Sture, manskör (Edvard Bäckström) (1888)
- Tre körvisor a cappella (Jens Peter Jacobsen) (1890)
- Norrland för manskör (Daniel Fallström) (1901)
- Sverige för blandad kör a cappella (ur Ett folk, op. 22) (Verner von Heidenstam)
- Månsken för manskvartett (Bo Bergman)

## Sånger
Förteckningen upptar sånger komponerade efter c:a 1890. För en komplett förteckning över sånger komponerade under barn- och ungdomsåren hänvisas till Wallner.
- I skogen vill jag vandra (Albert Theodor Gellerstedt), 1885
- Junge Liebe – einige Lieder aus Heinrich Heines "Buch der Lieder", 1888–90
  - Im wunderschönen Monat Mai
  - Aus meinen Tränen spriessen
  - Die Rose, die Lilie
  - Ich will meine Seele tauchen
  - Du liebst mich nicht
  - Eine Fichtenbaum steht einsam
  - Mädchen mit dem rotem Mündchen
  - Epilog
  - Du bist wie eine Blume
- Florez och Blanzeflor, opus 3, för baryton och orkester (alternativt piano) (Oscar Levertin), 1891
- Sånger och visor, 1892
  - I skogen (Albert Theodor Gellerstedt)
  - Ballad (Karl Alfred Melin)
  - När sol går ned (Albert Theodor Gellerstedt)
- Två visor ur En glad gut (Bjørnstjerne Bjørnson), 1892
  - Lokkeleg
  - Aftenstemning
- Ur Idyll och Epigram, op. 4, två visor för mezzosopran och orkester (alt. piano) (Johan Ludvig Runeberg), 1893
  - Flickan kom från sin älsklings möte
  - Flickan knyter i Johannenatten
- Sju dikter ur Ensamhetens tankar, op. 7, för sång och piano (Verner von Heidenstam), 1893–95
  - Där innerst min tanke
  - I enslighet försvinna mina år
  - Min stamfar hade en stor pokal
  - Kom vänner, låt oss sätta oss ned
  - I Rom, i Rom, dir ung jag kom
  - Du söker ryktbarhet
  - Du hade mig kär
- Fem visor ur Idyll och epigram, op. 8, för sång och piano (Johan Ludvig Runeberg), 1895–96
  - Lutad mot gärdet
  - Dottern sade
  - Den tidiga sorgen
  - Till en ros
  - Behagen, Dresden
- Zwei Minnelieder, op. 9, för sång och piano (Walther von der Vogelweide), 1893
  - Ein Kuss von rothem Munde
  - Heil sei der Stunde
- To Digte af J P Jacobsen, op. 10, för sång och piano (Jens Peter Jacobsen), 1889–95
  - Du Blomst i Dug
  - Irmelin Rose
- Fyra svenska sånger, op. 16
  - Låt oss dö unga (Verner von Heidenstam), 1895 (?)
  - Guld och gröna skogar (Tor Hedberg), 1897 (?)
  - Ingalill (Gustaf Fröding), 1893
  - Fylgia (Gustaf Fröding), början av 1890-talet
- Drei Lieder von Heinrich Heine, op. 17, 1889–90
  - Ich lieb' eine Blume
  - Sie liebten sich beide
  - Ein Fichtenbaum steht einsam
- En vintervisa (Gustaf Fröding), 1900
- Fem sånger till dikter av Bo Bergman, op. 20, 1903–04
  - Stjärnöga
  - Vid fönstret
  - Gammal nederländare
  - Månsken
  - Adagio
- Ithaka, op. 21, för baryton och orkester (Oscar Levertin), 1904
- Visor och stämningar, op. 26, 10 sånger med piano, 1908–09
  - Vandraren (Vilhelm Ekelund)
  - Nattyxne (Erik Axel Karlfeldt)
  - Stjärnan (Bo Bergman)
  - Jungfru Blond och jungfru Brunett (Bo Bergman)
  - Det far ett skepp (Bo Bergman)
  - När genom fönsterkorsets skugga (Verner von Heidenstam)
  - Varför till ro så brått (Verner von Heidenstam)
  - Lycklandsresan (Gustaf Fröding)
  - En strandvisa (Gustaf Fröding)
  - Prins Aladin av Lampan (Gustaf Fröding)
- Kejsar Karls visa, op. 32, för baryton och orkester (Oscar Levertin), 1910
- Fyra dikter av Verner von Heidenstam, op. 37, för sång och piano, 1918
  - Jutta kommer til Folkungarna
  - I lönnens skymning
  - Månljuset
  - Vore jag ett litet barn
- Fyra Stocksholmsdikter av Bo Bergman, op. 38, för baryton och piano alt. orkester, 1917–18
  - Kväll i Klara
  - I en skogsbacke
  - Mellan broarna
  - En positivvisa
- Fem postuma sånger utgivna 1928
  - Melodi (Bo Bergman)
  - Under vintergatan (Bo Bergman)
  - Blås, blås, du vintervind (William Shakespeare)
  - Minnesång (Erik Axel Karlfeldt)
  - Orfeus med sin lutas klang (William Shakespeare)
- Efterskörd, fem sånger utgivna 1933
  - Var välsignad, milda ömsinthet (Gustaf Fröding)
  - Tröst (Gustaf Fröding)
  - Klockan (Bo Bergman)
  - Människornas ögon (Bo Bergman)
  - Hjärtat (Bo Bergman)

## Sceniska verk
- Gillet på Solhaug, opus 6, musikdrama i tre akter efter ett skådespel av Henrik Ibsen (1892–93)
- Tirfing, op. 15, mytisk sagodikt (Efter Hervarsagan) i två akter (text: Anna Boberg) (1897–98)
- Musik till August Strindbergs Ett drömspel, op. 36 (1916)
- Musik till Hjalmar Bergmans romantiska komedi Lodolezzi sjunger, op. 39 (1919)
- Musik till William Shakespeares skådespel Som ni behagar, op. 40 (1920)
- Fanfarer och marscher till William Shakespeares skådespel Hamlet, op. 41 (1920)
- Musik till Carlo Gozzis skådespel Turandot, op. 42 (1920)
- Musik till Rabindranath Tagores skådespel Chitra, op. 43 (1921)
- Musik till William Shakespeares skådespel Romeo och Julia, op. 45 (1922)